# 1ª Squadriglia Caproni
La 1ª Squadriglia Caproni fu costituita nell'agosto 1915 sul campo della Comina (Friuli-Venezia Giulia) con aerei da bombardamento Caproni.

## Storia

### Prima guerra mondiale
L'unità nasce sul campo della Comina (Friuli-Venezia Giulia), nell'agosto 1915 come Sezione Autonoma Caproni Ca.32 alla dipendenza del Comando supremo militare italiano ed al comando del capitano Luigi Bailo.
È composta da 4 piloti tra cui il tenente Ercole Ercole ed il sottotenente Giulio Laureati, 3 osservatori tra cui il maggiore Alfredo Barbieri ed il Capitano Pico Deodato Cavalieri e 2 Caproni.
Il 20 agosto attaccano il campo volo austriaco di Aisovizza lanciando 12 bombe.
Il 21 agosto l'unità riceve la visita del generale Luigi Cadorna capo di stato maggiore dell'Esercito Italiano, del generale Carlo Porro sottocapo di stato maggiore e del generale Armando Diaz che compiono brevi voli.
Il 28 agosto attaccano ancora ad Aisovizza.
Il 4 settembre la sezione è visitata da Vittorio Emanuele III di Savoia accompagnato dal generale Ugo Brusati e dall'ammiraglio Guglielmo Capomazza per osservare un volo dimostrativo ed arriva il terzo Ca.300.
L'11 settembre al decollo di un Ca.300 sono presenti il giovane Principe Umberto II di Savoia ed il Colonnello Domenico Guerrini, il 14 settembre Gabriele D'Annunzio, Ugo Ojetti ed il senatore Luigi Albertini direttore del Corriere della Sera vengono portati in volo ed il 5 ottobre il Principe Napoleone Vittorio Bonaparte che vola come passeggero con Barbieri.
Dal 19 ottobre la Squadriglia è impegnata nella terza battaglia dell'Isonzo tornando ad attaccare Aisovizza per 2 volte e dal 1º novembre passa sotto il Gruppo comando supremo.
Nel dicembre 1915 la squadriglia dispone di 4 Ca.300 con 4 piloti e 3 mitraglieri per le armi Fiat Mod. 14 tipo Aviazione.
Il 18 febbraio 1916 2 Ca prendono parte ad un bombardamento di rappresaglia su Lubiana, Bailo muore, insieme al tenente colonnello Barbieri, in un combattimento in volo sulla Selva di Tarnova con un Fokker A.III pilotato dall'asso dell'aviazione Hauptmann Heinrich Kostrba (8 vittorie) della Flik 4 ed il comando interinale passa al capitano Ercole Ercole.
Al ritorno, il capitano Oreste Salomone, ferito sempre il 18 febbraio, prende il 19 aprile il comando della squadriglia che dal 15 è rinominata 1ª Squadriglia Caproni ed il Gruppo comando supremo diventa IV Gruppo.
Il 29 maggio arriva il Caproni Ca.33 consegnato da D'Annunzio alla presenza del Presidente del Consiglio dei ministri Paolo Boselli.
Il 1º agosto, per motivi, vari un solo aereo riesce ad arrivare su obiettivi militari a Fiume (Croazia) colpendo con 4 bombe e nei giorni successivi la squadriglia è impegnata a sostenere la sesta battaglia dell'Isonzo.
Il 25 agosto la squadriglia dispone di 5 Caproni, 8 piloti tra cui il capitano Alberto Felice Marenghi-Marenco e 4 mitraglieri.
Il 13 settembre due Caproni bombardano obiettivi militari a Trieste ed il 17 ottobre la squadriglia riceve la visita di una missione militare francese tra cui il capitano Yves Le Prieur che vola anche come passeggero.
L'8 novembre Salomone lascia il comando interinale al Ten. Cola Leone De Renzis ed il 3 dicembre 2 Ca. bombardano la stazione di Duttogliano ma uno viene abbattuto vicino a Sesana da un idrovolante Hansa-Brandenburg FB dell'Asso Goffredo de Banfield e da altri due aerei con il Zugführer Karl Cislaghi della Flik 28 ed l'Hansa-Brandenburg D.I di Godwin Brumowski e prende terra vicino a Mavhinje dietro le linee austriache.
Alla fine del 1916 la squadriglia è comandata dall'osservatore capitano Tullio Toccolini che dispone di 4 Ca., 6 piloti tra cui il S.Ten. Gilberto Errera, altri 2 osservatori e 7 mitraglieri.
Nell'aprile 1917 l'unità è ai comandi del capitano Domenico Mondelli ed il 20 aprile 2 Ca. bombardano Idria.
La notte del 1º maggio bombardano Opicina ma a causa della nebbia il Ca. del Caporale Giovanni Castigliano e del Ten. Guido Taramelli atterra all'alba sul greto del Piave con il carico di bombe.
Il 7 ed il 28 luglio bombardano ancora obiettivi militari di Idria.
La notte fra l'8 ed il 9 agosto bombardano Pola.
Alla metà di agosto la squadriglia è comandata dal capitano osservatore Ernesto Fogola che dispone di 5 Caproni Ca.33, 8 piloti, altri due osservatori e 6 mitraglieri.
Nell'ambito dell'undicesima battaglia dell'Isonzo l'unità bombarda la stazione di Favornik e baraccamenti a Chiapovano ed il 18 agosto dopo aver bombardato Ivanigrad o Castel San Giovanni, tra Monfalcone e Duino, il mitragliere Angelo Broggini sul Ca. di Taramelli centra un Hansa-Brandenburg D.I che scende a picco.
Il 24 agosto 3 Ca. bombardano Hudajužna di Tolmino ma il Ca. del brigadiere Annibale Comazzi con Fogola viene abbattuto dall'antiaerea a Santa Lucia d'Isonzo.
Il 25 agosto 2 Ca. lanciano bombe nella zona di Lokve (Croazia); l'equipaggio di uno dei due velivoli era formato dal capitano pilota Maurizio Pagliano, il tenente Luigi Gori con a bordo D'Annunzio ed il 3 settembre 3 Ca. attaccano Pola.
Il 1º ottobre è comandata interinalmente dal tenente pilota Ettore Marazzi che dispone di 5 Ca., altri 8 piloti, 4 osservatori e 6 mitraglieri.
Nell'ambito della battaglia di Caporetto la squadriglia il 26 bombarda più volte Santa Lucia d'Isonzo ed il 31 deve ripiegare spostandosi a San Pelagio (Due Carrare).
Il mattino del 1 novembre 1917 decollò il Caproni, matricola 2338, pilotato dai tenenti Giampiero Clerici e Domenico De Lorenzi, con il Ten. osservatore Ignazio Lanza di Trabia, coadiuvati dal mitragliere Cosimo Pisanello. Intercettato da aerei avversari il bombardiere venne abbattuto in prossimità di Flumignano di Talmassons.
L'autore dell'abbattimento risulta incerto, in quanto la vittoria venne suddivisa fra il Vizefeldwebel Uberschar della Jasta 39 tedesca, in collaborazione con l'austro-ungarico Hans Happack della Flik 39.
Il 2 novembre viene bombardata di notte Caporetto ed il 23 novembre la squadriglia con il nuovo comandante capitano Pagliano bombarda il campo volo di Feltre.
Per tutto il mese di novembre vola nella squadriglia il Comandante di Gruppo maggiore Ferdinando Bonazzi (aviatore) guidando ogni missione e spesso anche come osservatore il colonnello Riccardo Moizo Comandante in capo dell'Aeronautica mobilitata.
Il 30 dicembre l'unità bombarda i campi di Godega di Sant'Urbano, Comina e l'Aeroporto di Aviano, il Ca. di Pagliano e Gori (e dei soldati mitraglieri Giacomo Caglio e Arrigo Andri) viene abbattuto dall'Albatros D.III dell'asso Benno Fiala von Fernbrugg vicino a Susegana ed il comando passa al capitano Taramelli.
Il 2 febbraio 1918 2 Ca. bombardano Monte Rovere di Caldonazzo e la notte tra il 26 e 27 febbraio colpiscono la stazione di Bolzano.
Nel maggio la squadriglia dispone di 5 Ca., 7 piloti, 5 osservatori e 6 mitraglieri.
Il 30 ottobre un Ca. bombarda la rotabile Sacile-Pordenone ed il 4 novembre la squadriglia, al comando del tenente pilota Lelio Lucherini, dispone di 3 Ca., altri 10 piloti (tra cui 3 dell'American Expeditionary Forces addestrati a Foggia), 5 osservatori e 7 mitraglieri.
Nel 1919 l'unità si reca all'Aeroporto di Aspern in appoggio alla missione militare d'armistizio, a fine anno ritorna in Italia e viene sciolta.
Al 20 aprile 1919 disponeva di 9 Caproni Ca.33. Nel 1922 era nel IV Gruppo del Raggruppamento da Bombardamento.

### Guerra d'Etiopia
La 1ª Squadriglia ricognizione tattica (poi 1ª Squadriglia Ro.1 Somala) della Regia Aeronautica nasce all’aeroporto di Mogadiscio (poi Aeroporto Internazionale Aden Adde) il 1º febbraio 1935 sugli IMAM Ro.1, inquadrata nel Comando di Aviazione della Somalia nell'ambito della Guerra d'Etiopia. Il 16 settembre 1935 il Comando della Squadriglia va all'Aeroporto di Belet Uen. Il Comando della IIª Sezione viene ad essere accorpato dalla Squadriglia. Il 3 ottobre la IIIª Sezione va a Lugh Ferrandi (poi Aeroporto di Lugh Ganane); a Mogadiscio si forma la IVª Sezione.
Il 4 novembre il tenente pilota Angelo Mastragostino, pensò al Sergente Livio Zannoni come compagno per compiere una rischiosissima missione che divenne nota come "la beffa di Badu-Annan". Mastragostino decise di andare a piantare la bandiera nazionale davanti ad un forte abissino ritenuto imprendibile, e due giorni dopo i due decollarono, insieme ad un altro aereo, e raggiunsero il fortino di Badu-Annan atterrandovi davanti. Sceso dal velivolo egli piantò davanti al portone un'asta di ferro con appeso un nastro tricolore, e quando i soldati abissini ripresisi dallo sbigottimento iniziarono a sparare, dall'aereo, già in fase di decollo, egli rispose sparando numerose raffiche di mitragliatrice, e quando l'aereo ebbe fatto quota Mastragostino lanciò anche le bombe a sua disposizione. Intanto continuavano le operazioni terrestri e la 1ª Squadriglia Ricognizione Terrestre della Somalia era costantemente impegnata in ricognizioni sia visive che fotografiche da trasmettere alle colonne avanzanti.
Al 10 dicembre 1935 è nel Gruppo Autonomo Caccia e Ricognizione del 7º Stormo.
II 26 dicembre due aerei della squadriglia che si trovava a Gorrahei (poi Aeroporto di Gabredarre) furono destinati ad una missione di ricognizione da compiersi nella zona di Dagabur. Uno degli IMAM Ro.1 era al comando dal tenente Zaccardo, l'altro dal sottotenente Tito Minniti. Non dovendo prendere parte alla missione Zannoni chiese insistentemente all'osservatore dell'aereo di Minniti, Armellini, di lasciarlo partire al suo posto, tanto che l'altro cedette. Alle 7:00 i due aerei decollarono dal campo d'aviazione di Gorrahei, raggiungendo dopo due ore di volo Dagabur, una città fortificata che avrebbe potuto rappresentare un grosso ostacolo all'avanzata delle truppe terrestri. Colpito dalla reazione contraerea l'aereo di Minniti fu visto abbassarsi sulla città, scomparendo dalla vista dei compagni di volo, che sorvolarono numerose volte la zona nella speranza di avvistarlo. L'aereo era atterrato in una radura, e fu subito attaccato dai armati nemici. I due aviatori si difesero con le armi di bordo fino a che non terminarono le munizioni, Zannoni fu ucciso in combattimento, mentre Minniti venne catturato e successivamente trucidato dopo essere stato a lungo torturato. Nei giorni successivi i resti dell'aereo vennero ritrovati dalle truppe avanzanti, ed ai due aviatori fu concessa la Medaglia d'oro al valor militare alla memoria.
Al 15 gennaio 1936 era ancora a Gorrahei (poi Aeroporto di Gabredarre) nel Gruppo autonomo misto RT e C.
Tra i suoi piloti volava anche il Tenente Vittore Catella, futuro presidente della Juventus F.C..

### Africa Orientale Italiana
Al 1º ottobre 1936 è nel XXV Gruppo autonomo dell'Aeroporto di Neghelli del Comando settore aeronautico sud di Mogadiscio nell'ambito dell'Africa Orientale Italiana.
La 1ª Squadriglia viene sciolta il 31 dicembre 1937.

### Seconda guerra mondiale
Al 10 giugno 1940 era nell'11º Gruppo (XI Gruppo) con 7 Fiat B.R.20 all'Aeroporto di Piacenza-San Damiano nel 13º Stormo Bombardamento Terrestre della 4ª Divisione Aerea “Drago” nella 1ª Squadra aerea.
Al 22 ottobre successivo era a Melsbroek di Steenokkerzeel nel Corpo Aereo Italiano fino al 10 gennaio 1941.
All'8 settembre 1943 era all'Aeroporto di Bresso nell'XI Gruppo Caccia Terrestre della I Squadra Aerea.
Al 7 luglio 1944 era nel I Gruppo con i Savoia-Marchetti S.M.82 all'Aeroporto di Lecce ed al 2 maggio 1945 all'Aeroporto di Bari-Palese.

### Dopoguerra
Il 17 ottobre del 1945 lo Stormo fu trasferito all'Aeroporto di Guidonia. 
Al 15 agosto 1946 era all'Aeroporto di Guidonia con gli SM 82 al comando di Dino Lombroni (1916–2020) nello Stormo Notturno.

### Periodici
- Giovanni Palantra, MOVM Serg. Livio Zannoni, in Rivista Aeronautica, n. 5, Roma, Difesa Servizi S.p.A., settembre-ottobre 2018,  pp. 96-101.
- Ezio Colombo, Abissinia l'ultima avventura, contro le armate dei grandi ras, fascicolo 2 su Epoca a cura di Arnoldo Mondadori, Milano, 1968.